# Linnaemya rondanii
Linnaemya rondanii là một loài ruồi trong họ Tachinidae.